# UDC Chantrea
Unión Deportiva Cultural Chantrea – wielosekcyjny hiszpański klub sportowy. Ma siedzibę w Pampelunie w dzielnicy Chantrea. Posiada wiele sekcji, m.in. piłki nożnej, koszykówki, piłki ręcznej, pływania, taekwondo, peloty, lekkoatletyczną, gimnastyczną i łyżwiarską.
Sekcja piłki nożnej UDC Chantrea specjalizuje się w szkoleniu młodzieży i współpracuje z pierwszoligowym baskijskim klubem Athletic Bilbao.
Chantrea posiada 19 drużyn piłkarskich:
- Seniorzy: 1 zespół w Tercera División.
- Juniorzy: 10 zespołów w każdej kategorii wiekowej.
- Piłka halowa: 8 zespołów.